# Публій Сір
Публілій Сір або Публій Сір — лат. Publilius або Publius Syrus, (I ст. до н. е.) — римський мімічний поет часів Гая Юлія Цезаря і Октавіана Августа. Його вважали гідним нарівні з Лаберієм.

## Біографія
Публілій Сір родом із Антіохії, що в Сирії (звідки і прізвисько Syrus — сирієць). У Рим потрапив рабом, але пізніше, через вроду і дотепність, господар дав йому свободу. Згодом, з'явився на театральній сцені як автор і актор мімів, та з великим успіхом розігрував свої драматичні твори по різних містах Італії. Повноцінні мімічні вистави до нас не дійшили, через несерйозний характер жанру. Мало хто переймався збереженням цих творів. Однак, Публілієва популярність завдячує майстерно сформульованим афоризмам, які він використовував у виставах. Особливо цінувалися його міми, які були переповненні повчальними висловами, і це подобалося тогочасному римському населенню.
В 46 р. до н.е. Публілій перемагає на змаганні мімів, яке влаштував Юлій Цезар. Можливо, перемогу отримує через сварливість і зарозумілість Лаберія, які так образили Цезаря, що він заявив, що міми Публілія йому більше подобаються, ніж міми Лаберія.

## Збірка "Сентенції"
З цих висловів пізніше був складений збірник приказок і сентенцій (І ст. н.е.). Можливо, його упорядником був Сенека, який завжди охоче цитував Публілія, передусім із виховною метою, наголошуючи, що "Легше осідають у пам'яті поодинокі стислі думки, що немовби замкнені віршовим рядком. Тому-то й даємо хлопцям вивчати деякі вислови..., оскільки все це легко сприймає дитяча душа, яка ще не здатна вмістити чогось більшого". Ймовірно, ця збірка використовувалася в системі римської шкільної освіти.

Підкреслюючи важливість Публілієвих афоризмів, Сенека писав:
Як багато поетів кажуть щось таке, що філософи або вже сказали, або саме їм належить це сказати! ... А скільки прекрасних вірішів знайдеш у мімах! Скільки й у Публілія зустрінеш такого, що випадало б виголошувати акторам на котурнах, а не на звичайних підошвах!
У ІІ ст. н.е. Авл Геллій коментує збірку Сентенцій:
Більшість сентенцій Публілія витончені й щонайпридатніші для вжитку в простому мовленні.
У середньовіччі корпус сентенцій увійшов в п'ять різних списків. Найповніший з них отримав назву "Сентенції Сенеки", яку помилково приписали Сенеці, який був набагато популярнішим, ніж мімограф Публілій.
Сучасні відкриття доповнили творчу спадщину Публілія Сіра невідомими протягом довгих століть творами. Багато висловлювань Публілія Сіра дійшли до нас видозміненими.
Збірник промов Сіра мав назву лат. «Publii Syri muni sententiae».

## Тексти
- Латинський текст